# Grad Lincoln
Lincolnski grad' je velik srednjeveški grad, ki ga je v poznem 11. stoletju v Lincolnu v Angliji zgradil Viljem Osvajalec na mestu že obstoječe rimske trdnjave. Grad je nenavaden po tem, da ima dve moti. Je eden od samo dveh takih gradov v državi, drugi je v Lewesu v vzhodnem Sussexu. Lincolnski grad je ostal v uporabi kot zapor in sodišče v sodobnem času in je eden izmed bolje ohranjenih gradov v Angliji; kronska sodišča trajajo še danes. Večino dni v tednu je odprt za javnost in se je mogoče sprehoditi po obzidju, s katerega se odpirajo razgledi na grajski kompleks, stolnico, mesto in okoliško pokrajino. V gradu je prikazan eden od samo štirih ohranjenih primerkov Magne Carte (Velika listina svoboščin) iz leta 1215. Grad je zdaj v lasti sveta okrožja Lincolnshire in je zavarovan spomenik.

## Zgodovina

### Zgodnja zgodovina
Potem ko je Viljem Osvajalec premagal Harolda Godwinsona in Angleže v bitki pri Hastingsu 14. oktobra 1066, se je še naprej soočal z odporom proti svoji vladavini na severu Anglije. Vrsto let je bil Viljemov položaj zelo negotov. Da bi prenesel svoj vpliv proti severu, da bi nadzoroval ljudstvo Danelawa (območje, ki je bilo nekaj časa pod nadzorom skandinavskih naseljencev), je zgradil številne velike gradove v severnem in srednjem delu Anglije: vključno s tistimi v Cambridgeu, Huntingdonu, Lincolnu, Nottinghamu, Warwicku in Yorku.
Ko je Viljem dosegel Lincoln (eno večjih naselij v državi), je našel vikinško komercialno in trgovsko središče s 6000 do 8000 prebivalci. Ostanki stare rimske obzidane trdnjave Lindum Colonia (izvor imena 'Lincoln'), ki je 60 metrov nad podeželjem na jugu in zahodu, so se izkazali za idealno strateško pozicijo za gradnjo novega gradu. Lincoln je bil tudi pomembno strateško križišče naslednjih poti (večinoma istih poti, ki so vplivale na lokacijo rimske utrdbe):
- Ermine Street – glavna rimska cesta in glavna pot Anglije v smeri sever-jug, ki povezuje London in York;
- Fosse Way – še ena pomembna rimska pot, ki povezuje Lincoln z mestom Leicester in jugozahodno Anglijo;
- Dolina reke Trent (na zahodu in jugozahodu) – glavna reka, ki omogoča dostop do reke Ouse in s tem do glavnega mesta York;
- Reka Witham – vodna pot, povezana z reko Trent (prek rimskega kanala Fossdyke pri Torkseyju) in s Severnim morjem prek The Washa;
- Lincolnshire Wolds – gorsko območje severovzhodno od Lincolna, ki gleda na Lincolnshire Marsh.

Tukajšnji grad bi lahko varoval več glavnih strateških poti in bil del mreže utrdb normanskega kraljestva v nekdanji danski Merciji, približno na območju, ki se danes imenuje East Midlands, za notranji nadzor nad državo.
Raziskava Domesday Book iz leta 1086 neposredno beleži 48 gradov v Angliji, z dvema v Lincolnshiru, vključno z enim v Lincolnu. Gradnja gradu znotraj obstoječega naselja je včasih pomenila, da je bilo treba obstoječe strukture odstraniti: od gradov, navedenih v Domesday Book, jih je trinajst vključevalo sklicevanja na uničenje lastnine, da bi naredili prostor za grad. V Lincolnovem primeru je bilo porušenih 166 'nenaseljenih rezidenc', da bi očistili območje, na katerem bi zgradili grad.
Dela na novi utrdbi so bila končana leta 1068. Verjetno je bila najprej zgrajena lesena utrdba, ki so jo kasneje nadomestili z veliko močnejšo kamnito. Lincolnski grad je zelo nenavaden, ker ima dve moti, edini drug preživeli primer take zasnove je v Lewesu. Na jugu, kjer rimski zid stoji na robu strmega pobočja, se je ohranil delno kot kurtina in delno kot obloga, ki zadržuje mote. Na zahodu, kjer so tla bolj ravna, je bilo rimsko obzidje zakopano v zemeljsko obzidje in razširjeno navzgor, da je tvorilo obzidje normanskega gradu. Rimska zahodna vrata (na istem mestu kot zahodna vrata gradu) so bila izkopana v 19. stoletju, vendar so se začela rušiti, ko so bila izpostavljena, zato so bila ponovno zakopana.
Grad je bil v središču pozornosti med prvo bitko pri Lincolnu 2. februarja 1141, med bojem med kraljem Štefanom in kraljico Matildo glede tega, kdo naj bo monarh v Angliji. Na mestu je bil zgrajen nov stolp, imenovan Lucy Tower.
Lincolnski grad je bil ponovno oblegan pred drugo bitko pri Lincolnu, 20. maja 1217, med vladavino Henrika III. med prvo baronsko vojno. To je bilo obdobje političnega boja, ki je sledilo pečatenju Magne Carte 15. junija 1215. Po tem je bil na zahodnih in vzhodnih vratih zgrajen nov barbakan. Leta 1375 je neka Agatha Lovel – »zloglasna osumljenka« umora svojega gospodarja, sira Williama de Cantilupeja – ušla roki pravice tako, da je podkupila svoje ječarje v gradu, kjer je bila zaprta v čakanju na sojenje. Sodna izvršitelja, Thomas Thornhaugh in John Bate, sta bila kasneje aretirana in sojena, ker sta Agathi omogočila pobeg pred roko pravice, vendar sta bila pomiloščena ali oproščena.

### Kasnejša zgodovina
Tako kot v Norwichu in drugih krajih je bil grad uporabljen kot varovano mesto, kjer so postavili zapor. V Lincolnu je bil zapor zgrajen leta 1787 in razširjen leta 1847 – Guvernerjeva hiša iz leta 1787 in zapor iz leta 1847 sta zdaj zavarovani stavbi stopnje II*, ki sta na seznamu dediščine. Stari zapor je trinadstropna kamnita stavba s 15 zalivi in je povezana z guvernerjevo hišo iz 18. stoletja prek enonadstropne zaporniške kapele.
Zapornim dolžnikom je bilo dovoljeno nekaj družabnih stikov, vendar je bil režim za kriminalce zasnovan tako, da je bil izoliran v skladu z ločenim sistemom. Zato je sedežna garnitura v zaporniški kapeli zasnovana tako, da zapre vsakega zapornika posebej, tako da pridigar vidi vse, vsak pa le njega. Do leta 1878 je bil sistem diskreditiran in zaporniki so bili premeščeni v nov zapor na vzhodnem obrobju Lincolna. Zapor v gradu je ostal prazen, dokler v njegove celice niso namestili Lincolnshire Archives.
William Marwood, izvršitelj iz 19. stoletja, je svojo prvo usmrtitev izvedel v Lincolnu. Za usmrtitev Freda Horryja leta 1872 je uporabil obešenje namenjeno zlomu vratu žrtve, namesto da bi ga zadavil. Do leta 1868 so zapornike javno obešali na stolp s poslikavami v severovzhodnem vogalu kurtine, ki gleda na Gornje mesto.
Deli zapora so odprti kot muzej, vključno s kapelo iz 19. stoletja, za katero se trdi, da je edina ohranjena na svetu, zasnovana za ločen sistem (vsak sedež zaprt). Zapor je bil uporabljen kot prizorišče snemanja, na primer za televizijsko serijo ITV Downton Abbey.
Leta 2012 se je na gradu začel projekt Lincoln Castle Revealed, triletni program prenove. Delo je vključevalo izgradnjo novega razstavišča, v katerem je bila razstavljena Lincolnova kopija Magne Carte, gradnjo objektov za obiskovalce in odprtje delov zapora znotraj gradu za javnost. Projekt je bil dokončan aprila 2015, in je sovpadel z 800. obletnico pečatenja Magne Carte. Magna Carta iz gradu Lincoln je eden od štirih ohranjenih izvirnikov, ki jih je zapečatil kralj Ivan brez zemlje po srečanju z baroni v Runnymedu leta 1215, spremlja pa jo razstava, ki pojasnjuje izvor Magne carte in njene daljnosežne učinke.

## Postavitev in arhitektura
Lincolnski grad je omejen s kamnitim zidom, z jarki na vseh straneh, razen na jugu. Zunanje obzidje, ki obdaja mesto, je bilo že v zgodnji fazi zgrajeno iz kamna in je izpred leta 1115. Na južni strani obzidje prekinjata dve zemeljski gomili, imenovani mota. Ena je v jugovzhodnem kotu in je bila verjetno prvotni element gradu Viljema Osvajalca, medtem ko druga zavzema jugozahodni kot. Kvadratni stolp, Observatory Tower, stoji na vrhu prve gomile in stoji nad zunanjim obzidjem, da dominira nad mestom Lincoln. Drugo gomilo okrona 'Lucyjin stolp', ki je bil verjetno zgrajen v 12. stoletju in je bil poimenovan po Lucy iz Bolingbroka, grofici Chesterski do leta 1138.
Na ozemlju so tudi ostanki Lincolnskega Eleonorinega križa, erkerno okno, prestavljeno iz Sutton Halla in vključeno v glavna vrata in doprsni kip Jurija III. iz Dunstonovega stebra.
Na zahodni strani gradu je z bršljanom okrašena stavba, zgrajena leta 1823 kot porotna sodišča. To se še danes uporablja kot Lincolnovo kronsko sodišče.

## Druge obrambe
Zabeležena so bila tudi druga srednjeveška obrambna dela v Lincolnu, vendar niso več ohranjena.
Niz zemeljskih nasipov, povezanih z enim ali drugim obleganjem, je nekoč stal tam, kjer stojijo trate, zahodno od gradu.
Grad Thorngate je nekoč stal blizu reke in je tvoril jugovzhodni vogal mestnega obzidja. Obstajal je leta 1141, vendar je bil leta 1151 porušen.

## Galerija
- Ostanek Lincolnskega Eleanorinega križa
- Doprsni kip Jurija III. iz Coadeja iz Dunstonovega stebra južno od Lincolna
- Erkersko okno v vratarnici, prestavljeno iz palače Johna Gauntovega v Lincolnu leta 1849